# Carex caesariensis
Carex caesariensis är en halvgräsart som beskrevs av Kenneth Kent Mackenzie. Carex caesariensis ingår i släktet starrar, och familjen halvgräs. Inga underarter finns listade i Catalogue of Life.